# Benthamia herminioides
Benthamia herminioides är en orkidéart som beskrevs av Rudolf Schlechter. Benthamia herminioides ingår i släktet Benthamia och familjen orkidéer.
Artens utbredningsområde är Madagaskar.

## Underarter
Arten delas in i följande underarter:
- B. h. angustifolia
- B. h. arcuata
- B. h. herminioides
- B. h. intermedia